# Hôtel Bristol (Odessa)
Pour les articles homonymes, voir Hôtel Bristol.
L' Hôtel Bristol (ukrainien Бристоль) est un bâtiment en Ukraine à Odessa au 15 de la rue Pouchkine. 

## Historique
Construit entre 1898 et 1899 par Alexandre Bernadazzi et Adolf Minkus en un style néo-Renaissance et des statues de style néo-baroque. Fermé lors de la Révolution bolchevique, il rouvre en 1927 mais sous le nom de Hotel Krasnaya (« hôtel Rouge »). Il est fermé entre 2002 et 2010 pour rénovation.
Le 31 janvier 2025, l'hôtel est touché par un missile balistique lors de l'Invasion de l'Ukraine par la Russie,.

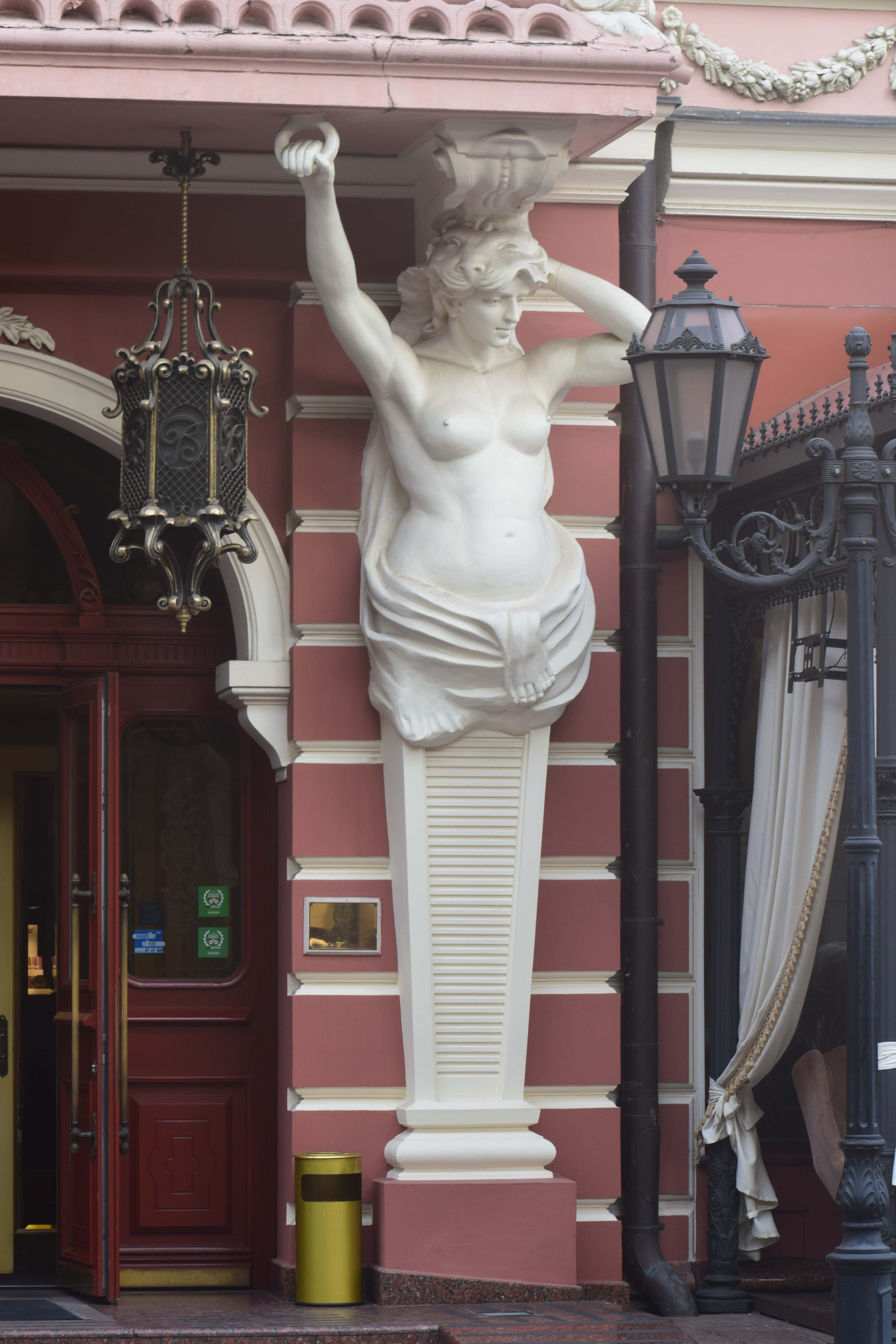
Cariatide.
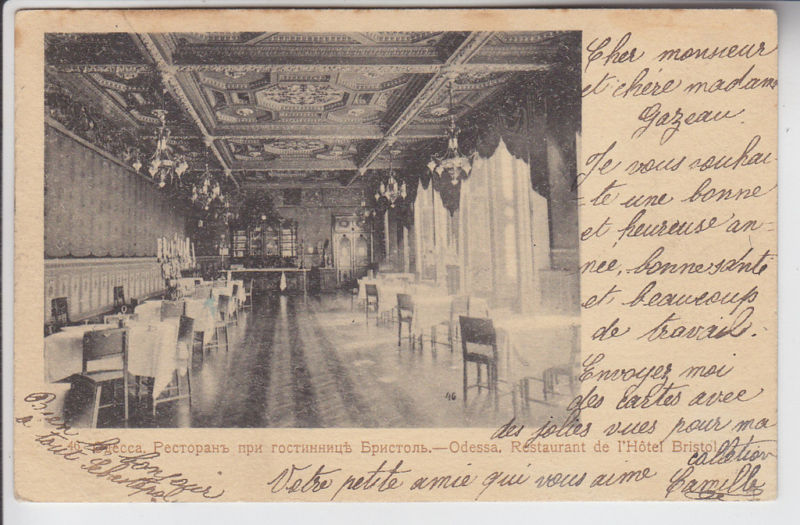
L'intérieur, début XXe siècle.
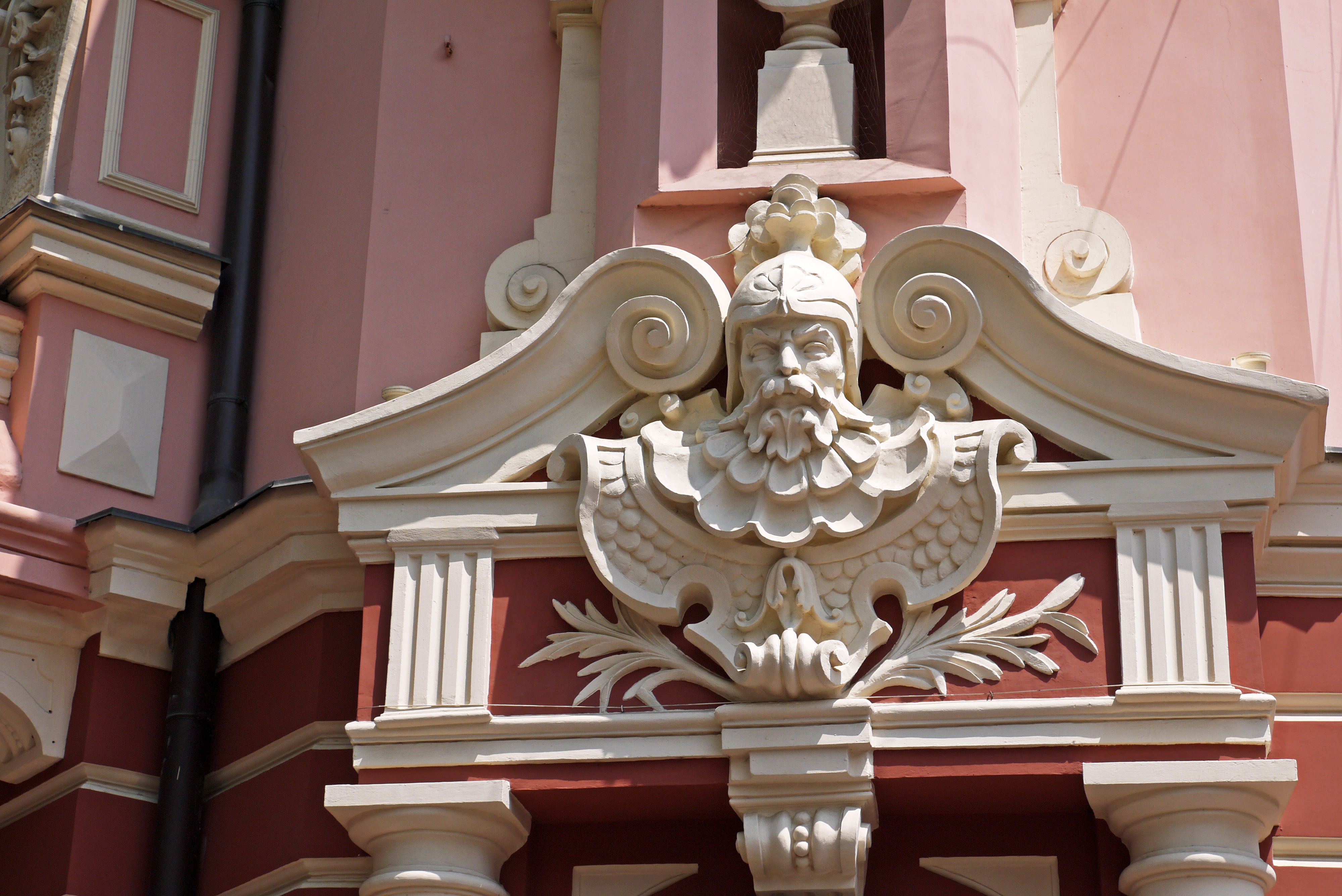
Sculpture.
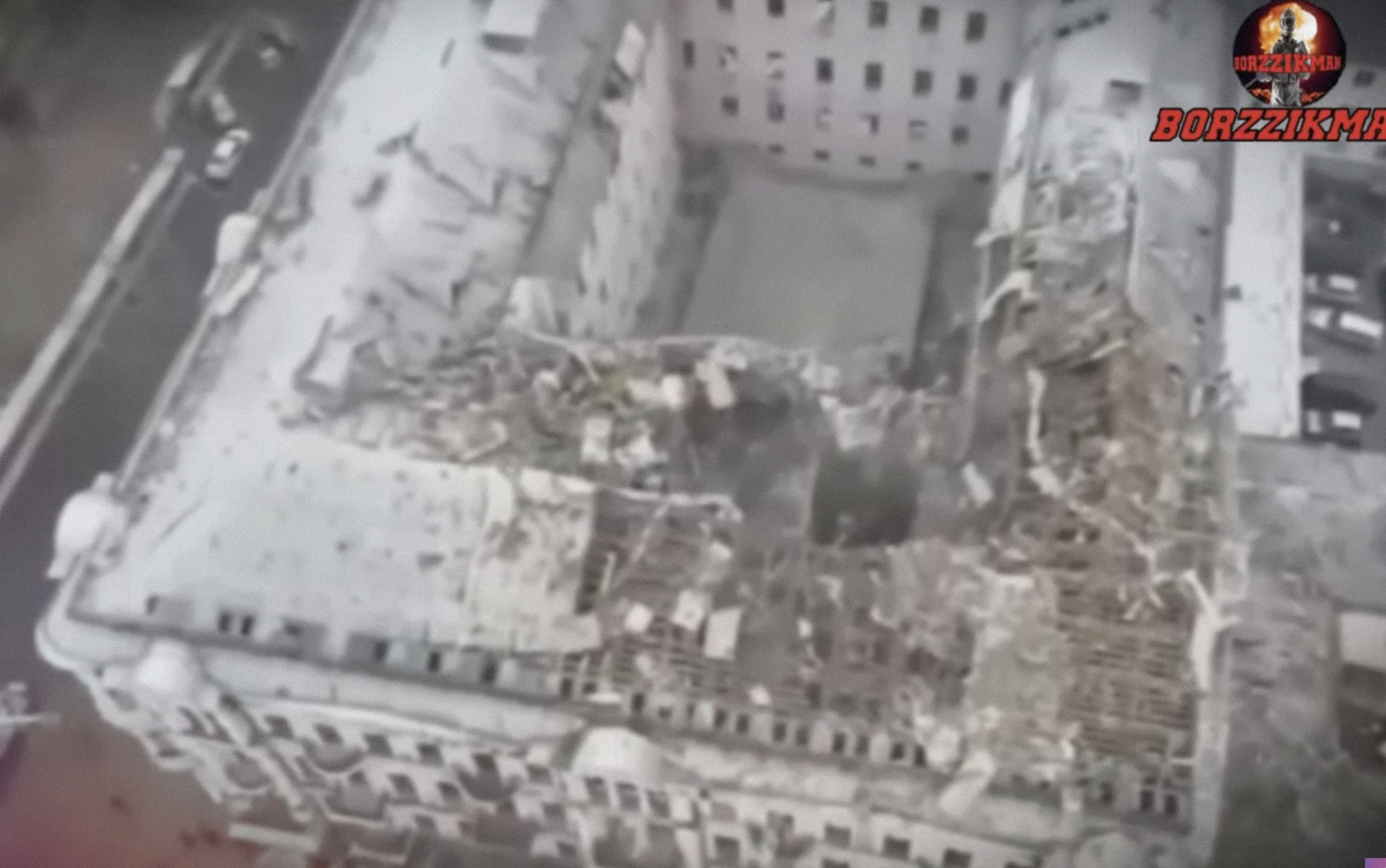
L'hôtel Bristol, le 2 février 2025.